# 코르처현

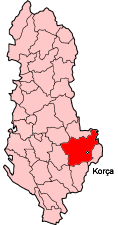
코르처현의 위치

코르처현(알바니아어: Rrethi i Korçës)은 알바니아를 구성하는 36개 현 가운데 하나로, 현청 소재지는 코르처이며 면적은 2,180km2, 인구는 194,000명(2004년 기준)이다. 행정 구역상으로는 코르처 주에 속한다.